# 오클라호마군

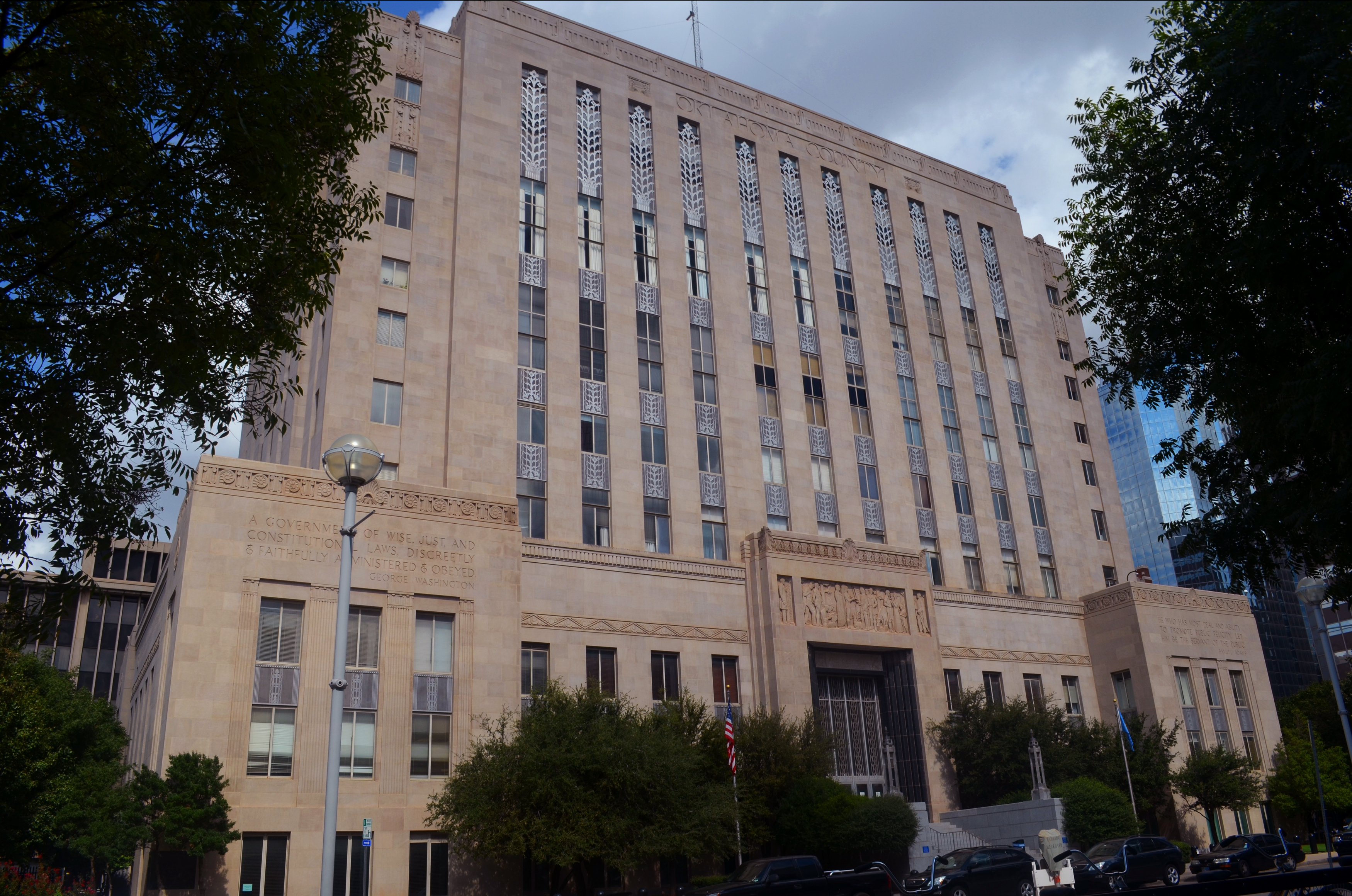
오클라호마군 법원 청사

오클라호마주 내에서의 위치

오클라호마주의 위치

오클라호마군 또는 오클라호마 카운티(Oklahoma County)는 미국 오클라호마주의 중심부에 위치한 군이다.
2010년 인구조사에 따르면 이 지역의 인구 수는 총 718,633명으로, 오클라호마주에서 가장 인구가 많이 붐비는 지역이다. 군청소재지는 오클라호마시티이며 이는 주도이자 최대 도시이기도 하다.

## 인구
| 인구조사                                                      | 인구    | Note  | %±     |
| ------------------------------------------------------------- | ------- | ----- | ------ |
| 1890년                                                        | 11,742  |       | —      |
| 1900년                                                        | 25,915  |       | 120.7% |
| 1910년                                                        | 85,232  |       | 228.9% |
| 1920년                                                        | 116,307 |       | 36.5%  |
| 1930년                                                        | 221,738 |       | 90.6%  |
| 1940년                                                        | 244,159 |       | 10.1%  |
| 1950년                                                        | 325,352 |       | 33.3%  |
| 1960년                                                        | 439,506 |       | 35.1%  |
| 1970년                                                        | 526,805 |       | 19.9%  |
| 1980년                                                        | 568,933 |       | 8.0%   |
| 1990년                                                        | 599,611 |       | 5.4%   |
| 2000년                                                        | 660,448 |       | 10.1%  |
| 2010년                                                        | 718,633 |       | 8.8%   |
| 2019 (추산)                                                   | 797,434 | [ 3 ] | 11.0%  |
| U.S. Decennial Census 1790-1960 1900-1990 1990-2000 2010-2019 |         |       |        |

## 같이 보기
- 오클라호마주의 군 목록